# Mehdi Charef
Mehdi Charef (Maghnia, 21 ottobre 1952) è un regista, sceneggiatore, scrittore e drammaturgo francese di origine algerina.
Charef ha abbandonato il proprio paese all'età di dodici anni con la madre e i fratelli per raggiungere il padre che, da tempo, lavorava in Francia. 
Cresciuto nella periferia parigina, tra la baraccopoli di Nanterre e una Cité di Gennevilliers, Charef è un figlio dell'immigrazione magrebina, un beur secondo il neologismo che definisce i maghrebini nati o cresciuti in terra francese.
Con il suo primo romanzo, Le thé au harem d'Archi Ahmed, edito nel 1983, Charef inaugura una corrente letteraria (letteratura beur).

## Opere

### Romanzi
- Le thé au harem d'Archi Ahmed. Parigi, Mercure de France, 1983.
- Le harki de Meriem. Parigi, Mercure de France, 1989.
- La maison d'Alexina. Parigi, Mercure de France, 1999.
- A' bras le coeur. Parigi, Mercure de France, 2006.

### Opere teatrali
- 1962, le dernier voyage, Parigi, L'Avant-Scène théâtre, Agosto 2005.

### Filmografia
- Le Thé au harem d'Archimède (1984)
- Miss Mona (1986)
- Camomille (1987)
- Au pays des Juliets (1991)
- Marie-Line (2000)
- La Fille de Keltoum (2002)
- Tanza, episodio di All the Invisible Children (2005)
- Cartouches gauloises (2007)